# USS Cavallaro (APD-128)
USS Cavallaro (APD-128) là một tàu vận chuyển cao tốc lớp Crosley, nguyên được cải biến từ chiếc DE-712, một tàu hộ tống khu trục lớp Rudderow, và đã phục vụ cùng Hải quân Hoa Kỳ trong Chiến tranh Thế giới thứ hai. Nó là chiếc tàu chiến duy nhất của Hải quân Hoa Kỳ được đặt cái tên này, theo tên Thiếu úy Hải quân Salvatore John Cavallaro (1920-1943), người từng hoạt động cùng tàu vận chuyển Lyon (AP-71) tham gia cuộc đổ bộ lên vịnh Salerno, Ý, đã tử trận vào ngày 9 tháng 9, 1943 và được truy tặng Huân chương Chữ thập Hải quân. Nó đã phục vụ cho đến khi chiến tranh kết thúc, xuất biên chế năm 1946, rồi được huy động trở lại để phục vụ từ năm 1953 đến năm 1959. Nó được chuyển cho Hàn Quốc và tiếp tục phục vụ cùng Hải quân Cộng hòa Hàn Quốc như là chiếc ROKS Kyung-Nam (APD-81) cho đến năm 2000. Con tàu cuối cùng bị đánh chìm như một mục tiêu vào năm 2003.

## Thiết kế và chế tạo
Thiết kế của lớp Crosley dựa trên việc cải biến lớp tàu hộ tống khu trục Rudderow. Cấu trúc thượng tầng con tàu được mở rộng, đồng thời tháo dỡ bớt vũ khí trang bị để lấy chỗ bố trí nơi nghỉ cho 162 binh lính được vận chuyển cùng khoảng 40 tấn trang bị. Hệ thống động lực tương tự như với các lớp Buckley và Rudderow; là kiểu động cơ turbine-điện General Electric, cung cấp điện năng cho mô-tơ điện để dẫn động hai trục chân vịt.
Dàn vũ khí được giữ lại bao gồm một khẩu pháo 5 inch (130 mm)/38 cal bố trí một phía trước mũi; ba khẩu đội pháo phòng không Bofors 40 mm nòng đôi và sáu pháo phòng không Oerlikon 20 mm; vũ khí chống ngầm gồm hai đường ray Mk. 9 để thả mìn sâu. Thủy thủ đoàn đầy đủ bao gồm 15 sĩ quan và 168 thủy thủ; và con tàu được bố trí tiện nghi để vận chuyển 12 sĩ quan cùng 150 binh lính đổ bộ.
Cavallaro được đặt lườn như là chiếc DE-712 tại xưởng tàu của hãng Defoe Shipbuilding Co. ở Bay City, Michigan vào ngày 28 tháng 3, 1944. Nó được hạ thủy vào ngày 15 tháng 6, 1944, được đỡ đầu bởi bà A. Cavallaro. Đang khi được hoàn thiện, con tàu được xếp lại lớp như một tàu vận chuyển cao tốc vào ngày 17 tháng 7, 1944, mang ký hiệu lườn mới APD-128, và nhập biên chế cùng Hải quân Hoa Kỳ vào ngày 13 tháng 3, 1945 dưới quyền chỉ huy của Hạm trưởng, Thiếu tá Hải quân Edward P. Adams.

## Lịch sử hoạt động

### USSCavallaro
Sau khi hoàn tất việc chạy thử máy huấn luyện, Cavallaro chuẩn bị để được điều động sang khu vực Mặt trận Thái Bình Dương. Nó đi đến Trân Châu Cảng vào ngày 30 tháng 5, 1945, và tiếp tục thực hành huấn luyện trước khi lên đường vào ngày 13 tháng 6. Nó bắt đầu làm nhiệm vụ hộ tống các đoàn tàu vận tải đi lại giữa Ulithi với Philippines và Okinawa cho đến ngày 20 tháng 9, khi nó đi đến Sasebo, Nhật Bản. Con tàu lại đảm nhiệm việc vận chuyển nhân sự giữa các cảng Nhật Bản cho đến ngày 12 tháng 10, khi nó rời vịnh Tokyo để quay trở về San Francisco, California. Nó hoạt động dọc theo vùng bờ Tây cho đến khi được cho xuất biên chế vào ngày 17 tháng 5, 1946, và neo đậu tại San Diego, California.
Cavallaro được cho nhập biên chế trở lại vào ngày 4 tháng 9, 1953, và sau khi được huấn luyện, nó lên đường vào ngày 12 tháng 3, 1954 để đi sang Nhật Bản. Con tàu hoạt động chủ yếu như tàu chỉ huy cho các cuộc tập trận đổ bộ quy mô lớn tại Viễn Đông, cũng như thực hành phối hợp cùng các đội phá hoại dưới nước (UDT: Underwater Demolition Team) trong các nhiệm vụ ngày và đêm. Vào mùa Thu năm 1954, nó đi đến Hải Phòng và Sài Gòn, Việt Nam, hoạt động như tàu giám sát việc vận chuyển người di cư từ Bắc Việt Nam vào Nam Việt Nam trong khuôn khổ Chiến dịch Con đường đến Tự do (Passage to Freedom). Nó quay trở về San Diego vào ngày 23 tháng 11.
Chuyển cảng nhà đến Long Beach, California từ tháng 3, 1955, Cavallaro tiếp tục các hoạt động huấn luyện và bảo trì thường lệ trong thời bình dọc theo vùng bờ Tây, cũng như tập trận phối hợp cùng các đơn vị Thủy quân Lục chiến. Nó lại có một lượt phục vụ tại Viễn Đông từ ngày 12 tháng 1 đến ngày 4 tháng 10, 1956, tham gia một cuộc đổ bộ mô phỏng lên Iwo Jima cho mục đích huấn luyện, đồng thời viếng thăm các cảng Nhật Bản, Philippines và Hong Kong.
Chuyến đi cuối cùng của Cavallaro sang khu vực Tây Thái Bình Dương diễn ra từ ngày 10 tháng 2 đến ngày 23 tháng 5, 1959. Nó tập trận phối hợp cùng các đơn vị Thủy quân Lục chiến Hàn Quốc và Hoa Kỳ. Con tàu quay trở về Long Beach để chuẩn bị cho việc chuyển giao cho Cộng hòa Hàn Quốc, rồi được cho xuất biên chế và chuyển giao vào ngày 15 tháng 10, 1959. Cavallaro được rút tên khỏi danh sách Đăng bạ Hải quân Hoa Kỳ vào ngày 15 tháng 11, 1974.

### ROKSKyung-Nam(APD-81)
Con tàu phục vụ cùng Hải quân Cộng hòa Hàn Quốc như là chiếc ROKS Kyung-Nam (APD-81)  trong hơn bốn thập niên. Nó xuất biên chế vào ngày 29 tháng 12, 2000, rồi bị đánh chìm như một mục tiêu vào khoảng tháng 3 hay tháng 4, 2003.

## Phần thưởng
Nguồn: Navsource Naval History
|  |  |  |
|  |  |  |

| Huân chương Chiến dịch Hoa Kỳ        | Huân chương Chiến dịch Hoa Kỳ           | Huân chương Chiến dịch Châu Á-Thái Bình Dương | Huân chương Chiến dịch Châu Á-Thái Bình Dương |
| Huân chương Chiến thắng Thế Chiến II | Huân chương Phục vụ Chiếm đóng Hải quân | Huân chương Phục vụ Chiếm đóng Hải quân       | Huân chương Phục vụ Phòng vệ Quốc gia         |